# Turi
Pour les articles homonymes, voir Turi (homonymie).
Turi est une commune italienne de la ville métropolitaine de Bari dans les Pouilles.

## Géographie
Turi est une commune d'environ 10 000 habitants, située au sud-est de Bari, à environ 27 km. Elle se trouve à environ 250 m, sur les premiers contreforts des Murge, plateau calcaire qui longe la côte Adriatique.
Son terrain calcaire a une forte hydrographie souterraine d'où s'alimentent de nombreux puits. De plus, le territoire est riche en grottes. Le climat est typique des zones méditerranéennes avec des hivers doux et des étés très chauds.

## Histoire
Turi est aussi un nom de famille répandu principalement en Italie et en France. 
Durant la période fasciste, Turi a été le lieu de détention d'Antonio Gramsci,  Sandro Pertini et Francesco Lo Sardo, en la 'Casa Penale di Turi'.

## Économie
Turi appartient à un territoire qui valorise surtout sur le plan économique les produits de la vigne et ses produits alimentaires typiques. Turi est un centre agricole de première importance pour l'économie de la province de Bari. Les vergers et les vignes sont les cultures principales de la commune.
Les cultures prédominantes sont celles des cerises, des olives, des amandes, du raisin (fruit et vin) et des pêches.
Turi est leader dans la production de la variété de cerise ferrovia, particulièrement appréciée pour l'exportation en raison de sa fermeté.
Le territoire communal fait partie de la zone de production de la mozzarella di Gioia del Colle (AOP).
Tous les ans, en juin, a lieu la célèbre fête des cerises ferrovia.

## Culture
La fête patronale de saint Oronce (Sant'Oronzo) a lieu fin août. Il s'agit d'un grand événement religieux pour la commune avec entre autres, l'organisation d'une procession.

## Administration
| Période                                  | Période         | Identité            | Étiquette     | Qualité                 |
| ---------------------------------------- | --------------- | ------------------- | ------------- | ----------------------- |
| 29 mai 2007                              | 8 mai 2012      | Vincenzo Gigantelli | Liste civique | Maire                   |
| 8 mai 2012                               | 4 novembre 2013 | Onofrio Resta       | Liste civique | Maire                   |
| 4 novembre 2013                          | 28 mai 2014     | Rossana Riflesso    |               | Commissaire préfectoral |
| 28 mai 2014                              | 3 avril 2018    | Domenico Coppi      | Liste civique | Maire                   |
| 3 avril 2018                             | 29 mai 2019     | Andrea Cantadori    |               | Commissaire préfectoral |
| 29 mai 2019                              | 12 juin 2024    | Ippolita Resta      | Liste civique | Maire                   |
| 12 juin 2024                             | En cours        | Giuseppe De Tomaso  | Liste civique | Maire                   |
| Les données manquantes sont à compléter. |                 |                     |               |                         |

### Hameaux
La commune de possède pas de frazioni.

### Communes limitrophes
Casamassima, Conversano, Gioia del Colle, Putignano, Rutigliano, Sammichele di Bari

### Évolution démographique
Habitants recensés